# AZ Damiaan
Het AZ Damiaan is een algemeen, katholiek ziekenhuis in de Belgische stad Oostende, dat sinds november 2023 (samen met het Henri Serruysziekenhuis) deel uitmaakt van het fusieziekenhuis AZ Oostende in de Belgische stad Oostende, onder de naam AZ Oostende - Damiaan of campus Damiaan.

## Geschiedenis
AZ Damiaan is zelf in 1999 ontstaan uit de fusie tussen het algemeen ziekenhuis Heilig Hart en het algemeen ziekenhuis Sint-Jozef.
In 2007 was er al even sprake van een nieuwe Oostendse fusie, door samen te gaan met het Henri Serruysziekenhuis. Allerlei redenen, zoals het aantal bedden en de sociale gevolgen, lagen toen echter aan de basis van het wegvallen van deze optie. Het Henri Serruysziekenhuis ging daarop een fusie aan met het AZ Sint-Jan uit Brugge.

## Nieuwbouw
In 2008 startte het AZ Damiaan met het oprichten van een nieuwbouw op de campus van het Heilig Hart aan de Gouwelozestraat, omdat men de mening was toegedaan dat het twee-campussenbeleid woog op een goede organisatie. Daarvoor was men sinds 2002 bezig met een masterplan en werd het architectenbureau ir. N. Boeckx en partners in samenwerking met het studiebureau De Klerck aangesteld om een nieuw hospitaal te bouwen. In mei 2008 werd de eerste steen gelegd en in 2012 werd het nieuwe ziekenhuis in gebruik genomen.
In 2007 gaf het AZ Damiaan werk aan 1.229 mensen, waaronder 85 artsen. Het aantal bedden lag toen op 523. In 2018 had het ziekenhuis nog steeds 523 erkende bedden en 1.119 personeelsleden. Het is een middelgroot ziekenhuis in België met een omzet in 2018 van 150 miljoen euro.
Met een gemiddelde winstmarge van 1,1 procent in de periode 2014-2018 en 0,3% in 2018 is het ziekenhuis financieel gezond, het eigen vermogen bedraagt wel maar 12 procent van het balanstotaal.